# Vevelstad
Vevelstad – norweskie miasto i gmina leżąca w regionie Nordland.
Vevelstad jest 199. norweską gminą pod względem powierzchni.

## Demografia
Według danych z roku 2005 gminę zamieszkuje 524 osób, gęstość zaludnienia wynosi 0,99 os./km². 
Pod względem zaludnienia Vevelstad zajmuje 429. miejscu wśród norweskich gmin.
| ludność stan na 1 stycznia 2005 |         |           |       |
|                                 | kobiety | mężczyźni | razem |
| osób                            | 265     | 259       | 524   |
| %                               | 50,57%  | 49,43%    | 100%  |

| wykształcenie stan na 1 października 2004 |        |         |        |        |
|                                           | podst. | średnie | wyższe | niezn. |
| osób                                      | 133    | 240     | 51     | 5      |
| %                                         | 31%    | 55,94%  | 11,89% | 1,17%  |

## Edukacja
Według danych z 1 października 2004:
- liczba szkół podstawowych (norw. grunnskolar): 2
- liczba uczniów szkół podst.: 62

## Władze gminy
Według danych na rok 2011 administratorem gminy (norw. rådmann) jest Ronald Bjøru, natomiast burmistrzem (norw. ordfører, d. borgermester) jest Ken Richard Hansen.